# Атпа
Атпа (1-а пол. XIII ст до н. е.) — володар держави Аххіява. Союзник держави Вілуса, спільно з якою боровся проти Хетського царства.

## Життєпис
Основні відомості про нього містяться в хетських джерелах — «Лист Манапи-Тарунти» і Листі Тавагалави. Був союзником вілуського царя Піяма-Раду, з донькою якого одружився. Ймовірно під час першої військової кампанії завдав поразки Манапа-Тарунті, царю Країни річки Сеха, встановивши над ним зверхність або зовсім поваливши. Потім спільно з Піяма-Раду пограбував острів Лацпа, де мешкали майстри.
Після поразки Піяма-Раду від хетів допоміг тому втекти на один з островів Егейського моря. Разом з тим згадується верховним правитель Аххіяви, що свідчить про підпорядкованість Атпи. На думку низки дослідників ним міг бути Енхел'явон (його ототожнюють з Етеоклом з давньогрецьких міфів), що розташовувався на Пелопоннесі. разом з тим відомо, що столицею Атпи була Мілаванда — головне місто Аххіяви. З огляду на це висувається версія про короткочасне існування Мікенської імперії, складовою частиною в цей час стала Аххіява на чолі із Атпою
Помер Атпа до початку панування хетського царя Тудхалії IV. Можливо його наступником був Тавагалава.